# Erik Akkersdijk
Erik Akkersdijk, född 7 oktober 1989, är en holländsk mästare på att lösa Rubiks kub, s.k. Speedcubing. Vid Geneva Open 2008 löste han en 2x2x2 på 0,96 sekunder. Akkersdijk innehar dessutom flera holländska rekord. 